# Карпилівка (Прилуцький район)
Карпи́лівка — село в Україні, у Срібнянській селищній громаді Прилуцького району Чернігівської області. Розташоване на р. Галці (лівій прит. р. Лисогору), за 12 км від центру громади і за 30 км від залізнич. ст. Юсківці. Населення становить 523 осіб. До 2017 року орган місцевого самоврядування — Карпилівська сільська рада, якій було підпорядковане с. Лебединці.

## Історія
Біля села виявлено поселення т а кургани епохи бронзи (2-1 тис. до н. е.).
За народними переказами село отримало свою назву від першого поселенця Карпа.
Заснована близько 1708. Входила до Срібнянської сотні Прилуцького полку, до Глинського повіту (1782-96), до Прилуцького повіту (1797-1923).

### Гетьманщина
Село заснував за дозволом прил. полковника Дм. Горленка син срібнянського сотника Тр. Троцини — Антон (майбутній срібнянський сотник) на «пустому селищі», яке лишилося після зруйнування села татарами в 60-х рр. 17 ст.
В Карпилівці 1713 вже було 80 дворів селян. Після смерті Ант. Троцини (1749) село дісталося його сину — срібнянському сотнику Миколі Троцині. 1764 за ним рахувалося 150 хат селян. Далі село перейшло до його нащадків.
У 1780 — 125 дворів (180 хат) селян; козаків не було.

### Імперський період
1797 наліч. 716 душ чол. статі податкового населення; діяла дерев, ц-ва Різдва Богородиці (збудована до 1729).
1859 кількість дворів збільшилася до 405, а жителі в — до 2508 чол.; працювали цукровий та селітряний з-ди.
У 1861-66 рр. в Карпилівці містилося Волосне правління тимчасовозобов'язаних селян, якому були підпорядковані 2 сільс. громади (1339 ревіз. душ). Після реорганізації волостей Карпилівка 1867 увійшла до Березівської волості 2-го стану.
У 1886 — 468 дворів селян-власників, які входили до 2-х сільс. громад (К. Троцини і В. Троцини), 1 двір козаків, 495 хат, 2864 ж. ; діяли: дерев, ц-ва, 1-ше земське початкове однокласне училище (засн. 1864, у віданні земства з 1872), шинок, 3 крамниці, базар щотижня у четвер, кузня, 22 вітряки, 3 олійниці, селітряний з-д.
У 1905 році була відкрита бібліотека. Перший її керівник — Павло Іванович Проценко.
1 січня 1910 року на сході села було вирішено відкрити в селі 4 класне городське училище. 1910—1911 рр. була збудована школа і флігель для інспектора. Інспектором міської школи був призначений Добровольський Микола Антонович.
У 1910 — 502 госп., з них козаків — 9, селян — 483, євреїв — 3, ін. непривілейованих — 4, привілейованих — 3, наліч. 3278 ж., у тому числі 4 теслярі, 37 кравців, 20 шевців, 5 столярів, 21 коваль, 1 кушнір, 29 ткачів, 2 візники, 63 поденники, 26 займалися інтелігентними та 429 — ін. неземлеробськими заняттями, все ін. доросле нас. займалося землеробством. 3982 дес. придатної землі.
Землевласником був поміщик К. Є. Троцина. Діяли: 1-ше й 2-е (1905) земські початкові училища, у яких навчалося 172 хлопч. і 106 дівчат, міське училище (1910), яке 1913 перетворено на вище початкове (мало 4 класи), навчалося 126 хлопців і 20 дівчат
(1913); побудовано (1910) нову дерев, ц-ву Різдва Богородиці (у рад. період закрита).
У 1918 році відкрито Карпилівську 4-класну мішану гімназію імені Івана Стешенка.

### Радянський період
Під час утворення округів Карпилівка 1923 відійшла до Березівського району Роменського округу.
1996 — 271 двір, 648 ж.

## Відомі люди
- Ігнатенко Дмитро Андрійович — козак Армії УНР, інженер-лісівник.
- Коваленко Василь Остапович — військовий і громадський діяч; хорунжий Армії УНР. Учасник бою під Крутами.
- С. І. Мостовий (1916–1974) — український отоларинголог, доктор медичних наук, завідувач кафедри отоларингології Клінічного інституту для вдосконалення лікарів (1964–1974).
- М. С. Бабак — народний артист.
- П. В. Снісар (1915-46)генерал-майор.
- Таценко Олександр Іванович — солдат Збройних сил України, учасник російсько-української війни.
- Я. М. Ткач (1906-41)генерал-майор.
- Григорій Михайлович Щербак — генерал-лейтенант.
- Євген Іванович Усенко — Герой Радянського Союзу.